# Zircon Tower
Der Zircon Tower ist ein 1973 fertiggestelltes, 70 Meter hohes Hochhaus am Gustav-Stresemann-Ring in Wiesbaden und damit nach der Marktkirche das zweithöchste Gebäude der Stadt.

## Lage
Das Gebäude ist 600 m vom Wiesbadener Hauptbahnhof sowie 26 km vom Frankfurter Flughafen entfernt. Es ist durch seine Höhe auch aus größerer Entfernung zu sehen. Das Hochhaus wird als Bürogebäude genutzt, Hauptmieter ist Topcart GmbH. Der ehemalige Name des Hochhauses lautete DBV-Winterthur-Hochhaus.

## Sendeanlagen
Auf dem Gebäude befinden sich Sendeanlagen, die Wiesbaden und Umgebung mit Programmen des Hessischen Rundfunks versorgen.

### Frequenzen und Programme
| Frequenz [MHz] | Programm   | RDS PS       | RDS PI | Regionalisierung | ERP [kW] | Antennendiagramm rund (ND)/gerichtet (D) | Polarisation horizontal (H)/vertikal (V) |
| -------------- | ---------- | ------------ | ------ | ---------------- | -------- | ---------------------------------------- | ---------------------------------------- |
| 99,7           | You FM     | _YOU_FM_ *1) | D366   | -                | 0,2      | ND                                       | H                                        |
| 97,2           | hr info    | hr-iNFO_ *1) | D367   | -                | 0,1      | ND                                       | H                                        |
| 98,3           | hr1        | __hr1___ *1) | D361   | Wiesbaden        | 0,1      | D (230°-30°)                             | H                                        |
| 93,1           | hr2-kultur | __hr2___ *1) | D362   | Wiesbaden        | 0,1      | D (230°-30°)                             | H                                        |

*1): Manchmal dynamisch mit Sendungsinformationen, Musiktitelinformationen oder Webadressen.